# 셰이머스 피니간
셰이머스 피니간은 딘 토마스의 단짝친구이며 폭발을 잘일으킨다.(미네르바 맥고나걸교수님이 인정하심.)